# Leonídio Fantoni
Leonídio Fantoni, conegut com a Niginho o Fantoni III, (12 de febrer de 1912 - 5 de setembre de 1975) fou un futbolista brasiler i entrenador.
Era membre d'una família d'ascendència italiana. Els seus germans João Fantoni (Ninão, Fantoni I) i Otávio Fantoni (Nininho, Fantoni II) també foren futbolistes.

## Selecció del Brasil
Va formar part de l'equip brasiler a la Copa del Món de 1938.